# Crossart
Crossart Route–Moderne–Kunst ist eine Kooperation von niederländischen und deutschen Museen zwischen Rhein und Maas. Alle zehn Museen präsentieren vorwiegend Werke aus der Klassischen Moderne und der Zeitgenössischen Kunst in eigenen Sammlungen oder auch in regelmäßigen Wechselausstellungen.

## Museen

### Niederlande
- Museum de Fundatie, Zwolle, Heino, Wijhe
- Museum Arnhem, Arnhem
- Museum Het Valkhof, Nijmegen
- Museum van Bommel van Dam, Venlo

### Deutschland
- Museum Kurhaus Kleve, Kleve
- Museum Schloss Moyland, Bedburg-Hau
- Museum Abteiberg, Mönchengladbach
- Museum Insel Hombroich, Neuss
- Lehmbruck-Museum, Duisburg
- Kunstmuseen Krefeld, Krefeld[3]